# Liège Science Park
Liège Science Park est un parc scientifique de l'Université de Liège et est situé sur les territoires des villes de Seraing et de Liège en Belgique.

## Historique
En 1953, Marcel Dubuisson, le nouveau recteur de l'université de Liège a soutenu l'idée de créer un nouveau type de campus, sur la base de ce qu'il avait vu lors d'un séjour à l'Université Harvard en 1936. Le campus devrait regrouper tous les services universitaires : bibliothèques, logements, installations sportives, les restaurants et les sociétés liées à l'Alma Mater. Marcel Dubuisson avec Pierre Clerdent, Gouverneur de la Province de Liège, a élaboré un plan pour un site en dehors de la ville d'une superficie de plus de 10 kilomètres carrés. Le site du Sart Tilman allait devenir le nouvel emplacement de toutes les activités de l'Université de Liège.
En 1971, le Comité ministériel de concertation économique et social  a créé le parc scientifique qui se trouve à la fois sur les communes de Liège (Sart Tilman) et de Seraing (Cense Rouge). En février 1975, IBM est la première entreprise à s'installer dans le parc scientifique. Le site sera développé avec la collaboration de trois partenaires : la SPI, l'Interface Entreprise-Université de Liège et la commune de Seraing. Outre la recherche académique, la biotechnologie, l'électronique, l'espace et de l'ingénierie. En 2003, le parc scientifique a été renommé Liège Science Park, dans le cadre du projet favorisant la promotion et le développement de l’activité à haut potentiel de la zone, avec une coopération plus étroite entre entreprises de haute technologie et des laboratoires de recherche.

## Infrastructures
Trois incubateurs d’entreprises high tech, spécialisés :
- WSL : sciences spatiales et de l’ingénieur
- GIGA : génoprotéomique
- Aquapôle : environnement